# Лыков-Оболенский, Михаил Юрьевич
Князь  Михаил Юрьевич Лыков-Оболенский (? — 25 сентября 1579) — полковой воевода в царствование Ивана Грозного.

## Биография
Представитель княжеского рода Лыковых-Оболенских. Младший из двух сыновей князя Юрия Васильевича Лыкова-Чапли, боярина удельного князя Владимира Андреевича Серпуховского.
Командовал русским корпусом при осаде Ревеля в 1570—1571 годах. В 1572 году — 1-й воевода в крепости Новосиль. Зимой 1575—1576 годов — второй воевода передового полка в походе русской рати на Колывань (Таллин).
Зимой 1576—1577 годов — воевода передового полка русской армии в походе на Ливонию, во время которого участвовал во взятии Каловери, Лигавера, Апсля и других ливонских городов. Затем он был оставлен первым воеводой в Апсле.
В 1577 году князь М. Ю. Лыков-Оболенский был назначен воеводой в городе Пернов. В 1579 году — третий воевода сторожевого полка в царском походе на Ливонию.
В сентябре 1579 года воевода князь Михаил Юрьевич Лыков-Оболенский погиб во время осады польско-литовской армией крепости Сокол. Вместе с ним были убиты воеводы: окольничий Борис Васильевич Шеин, князья Андрей Дмитриевич Палецкий и Василий Иванович Кривоборский.
От брака с некой Евфимией имел двух сыновей: Бориса и Фёдора.